# Grypocentrus bilobus
Grypocentrus bilobus är en stekelart som beskrevs av Dmitriy R. Kasparyan 1976. Grypocentrus bilobus ingår i släktet Grypocentrus och familjen brokparasitsteklar. Inga underarter finns listade i Catalogue of Life.